# آندری پونیوکوف
آندری پونیوکوف (روسی: Андрей Владимирович Панюков؛ زادهٔ ۲۵ سپتامبر ۱۹۹۴) بازیکن فوتبال اهل روسیه است.
از باشگاه‌هایی که در آن بازی کرده‌است می‌توان به باشگاه فوتبال آتلانتاس، باشگاه فوتبال بالتیکا کالینینگراد، باشگاه فوتبال آژاکسیو، باشگاه فوتبال خیمکی، باشگاه فوتبال اسپارتاک نعلچیک، باشگاه فوتبال قزل‌یار، و باشگاه فوتبال دینامو مسکو اشاره کرد.
وی همچنین در تیم‌های ملی فوتبال تیم ملی فوتبال زیر ۱۷ سال روسیه, تیم ملی فوتبال زیر ۱۸ سال روسیه, تیم ملی فوتبال زیر ۱۹ سال روسیه، و زیر ۲۱ سال روسیه بازی کرده‌است.